# Проліски та едельвейси
«Проліски та едельвейси» («Ձնծաղիկներ և էդելվեյսներ») — радянський художній фільм 1981 року, знятий режисером Левоном Григоряном на кіностудії «Вірменфільм».

## Сюжет
Осінь 1942 року. Невеликий загін радянських бійців на чолі з інструктором-альпіністом, військовим журналістом і поетом Вазгеном Петросяном має непросте сходження: герої отримали завдання прибрати свастику, укріплену на вершині Аман-Даг.

## У ролях
- Лоренц Арушанян — Вазген (дублює А. Джигарханян)
- Аршак Оганян — Андранік
- Араїк Єдігарян — Вардан
- Анаїда Агаджанян — Ануш
- Андрій Ростоцький — Гаєвой
- Олександр Январьов — Федулов
- Віктор Мамаєв — Вася Медведєв
- Альберт Затікян — Абуладзе
- Георгій Мартіросян — Павлович
- Павло Ремезов — Андрєєв
- Сергій Лодейський — Тюленєв
- Мартин Погосян — епізод
- Нартай Бегалін — Шаріпов
- Ніна Дмитрюк — Катя
- Левон Григорян — Іскандер, майор (дублює Д. Нетребін)
- Опанас Трішкін — Вебер
- Євген Нерсесян — епізод
- Валентин Рудович — епізод
- А. Нікулін — епізод
- Усен Кудайбергенов — епізод
- Ваге Саргсян — епізод
- Яніс Круміньш — епізод
- Б. Лезбовський — епізод
- С. Гаспарян — епізод
- М. Степанян — епізод
- К. Сафарян — епізод
- В. Кочергін — епізод

## Знімальна група
- Режисер — Левон Григорян
- Сценаристи — Євген Габрилович, Оксана Курган
- Оператор — Георгій Айрапетов
- Композитор — Грач'я Мелікян
- Художники — Михайло Аракелян, Грета Налчаджян